# Раскрытие информации эмитентов ценных бумаг в России
Раскры́тие информа́ции (англ. Information disclosure) на рынке ценных бумаг — это система осуществляемых эмитентами мероприятий, направленных на информирование акционеров, государственных органов и других участников рынка ценных бумаг о своем финансово-экономическом положении, предпринимаемых действиях и других сведениях, предусмотренных законодательством Российской Федерации и нормативными актами об акционерных обществах, рынке ценных бумаг и эмиссии ценных бумаг.

## Экономический смысл
Акционерные общества по своей экономической природе являются участниками рынка ценных бумаг, уставный капитал которых формируется уже на этапе учреждения общества путём оплаты размещаемых ими ценных бумаг — акций. И хотя акции далеко не всех акционерных обществ являются свободно обращаемыми на публичном рынке ценных бумаг (бирже), сама их правовая природа, порядок отчуждения, предоставляемые ими права таковы, что необходимым условием нормальной деятельности эмитентов и построения ими нормальных взаимоотношений с иными участниками рынка ценных бумаг является их (эмитентов) информационная прозрачность и открытость.
С этой целью в законодательном порядке (и сверх того, в договорном и добровольном порядке) на эмитентов возлагается обязанность регулярно и полно информировать о своей деятельности; при этом порядок и объем сообщаемой информации тем выше, чем активнее вовлечен эмитент в деятельность на фондовом рынке. Наибольшая нагрузка по раскрытию информации лежит на акционерных обществах, осуществивших размещение дополнительного выпуска ценных бумаг на публичном рынке капитала путём проведения открытой подписки и включенных в котировальные списки бирж.

## Способы раскрытия
Раскрытие информации может осуществляться путём:
- Публикации сведений в ленте новостей, сети Интернет, средствах массовой информации
- Направления информации в соответствующие органы государственной власти
- Направления информации в адрес акционеров эмитента, участников рынка ценных бумаг
- Предоставления доступа к сведениям, хранящимся по месту нахождения эмитента или иному адресу

## Уполномоченные агентства по раскрытию информации
В России для эмитентов ценных бумаг в качестве основного способа раскрытия информации определёно её раскрытие на сайтах специальных уполномоченных агентств, аккредитацию которых проводит ЦБ РФ (недоступная ссылка). Дополнительно эмитент публикует те же сведения на собственном сайте.
По состоянию на 2023 год в списке уполномоченных агентств находятся пять организаций:
- АЗИПИ
- АК&М
- Интерфакс
- СКРИН
- Прайм

## Формы раскрытия
Раскрытие информации осуществляется в форме:
- Годового отчета общества
- Годовой/квартальной бухгалтерской отчетности общества[3]
- Ежеквартального отчета[4]
- Списка аффилированных лиц
- Информация, прилагаемая к ходатайству и/или уведомлению государственного антимонопольного органа
- Решения/отчёта о выпуске ценных бумаг
- Проспекта (эмиссии) ценных бумаг
- Сообщения о существенном факте[4]
- Сообщения о сведениях, способных повлиять на стоимость ценных бумаг
- В иной форме, предусмотренной законодательством Российской Федерации, документами общества, Кодексом корпоративного поведения

## Обязанность по раскрытию
С точки зрения обязанности эмитента раскрытие информации осуществляется им:
- Добровольно по инициативе эмитента с целью улучшения своего имиджа, повышения доверия акционеров, инвесторов и других участников рынка ценных бумаг и под.
- Добровольно по запросу определенного круга лиц
- Обязательно при совершении определенных корпоративных действий, наступлении определенных обстоятельств
- Обязательно на регулярной (периодической) основе
- Обязательно по запросу акционеров, государственных органов, аудитора общества, и др.